# Bundesforst

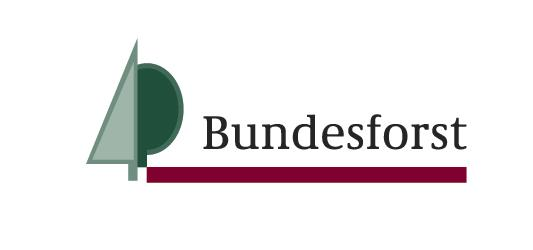
Logo des Geschäftsbereichs Bundesforst

Der Geschäftsbereich Bundesforst der Bundesanstalt für Immobilienaufgaben (BImA), ehemals Bundesforstverwaltung, ist einer der größten Flächenbetreuer Deutschlands. Er verantwortet das „Grüne Facilitymanagement“ und die naturschutzfachliche Betreuung auf den Liegenschaften des Bundes. Als Bundesforst wird auch der Staatsforst im Eigentum des Bundes bezeichnet. Der Geschäftsbereich Bundesforst bewirtschaftet in 17 Bundesforstbetrieben mit zusammen rund 260 Forstrevieren 366.000 Hektar Wald sowie 207.000 Hektar Freiflächen nach forstlichen und naturschutzfachlichen Gesichtspunkten. Jährlich werden über eine Million Erntefestmeter Holz eingeschlagen.

## Aufgaben

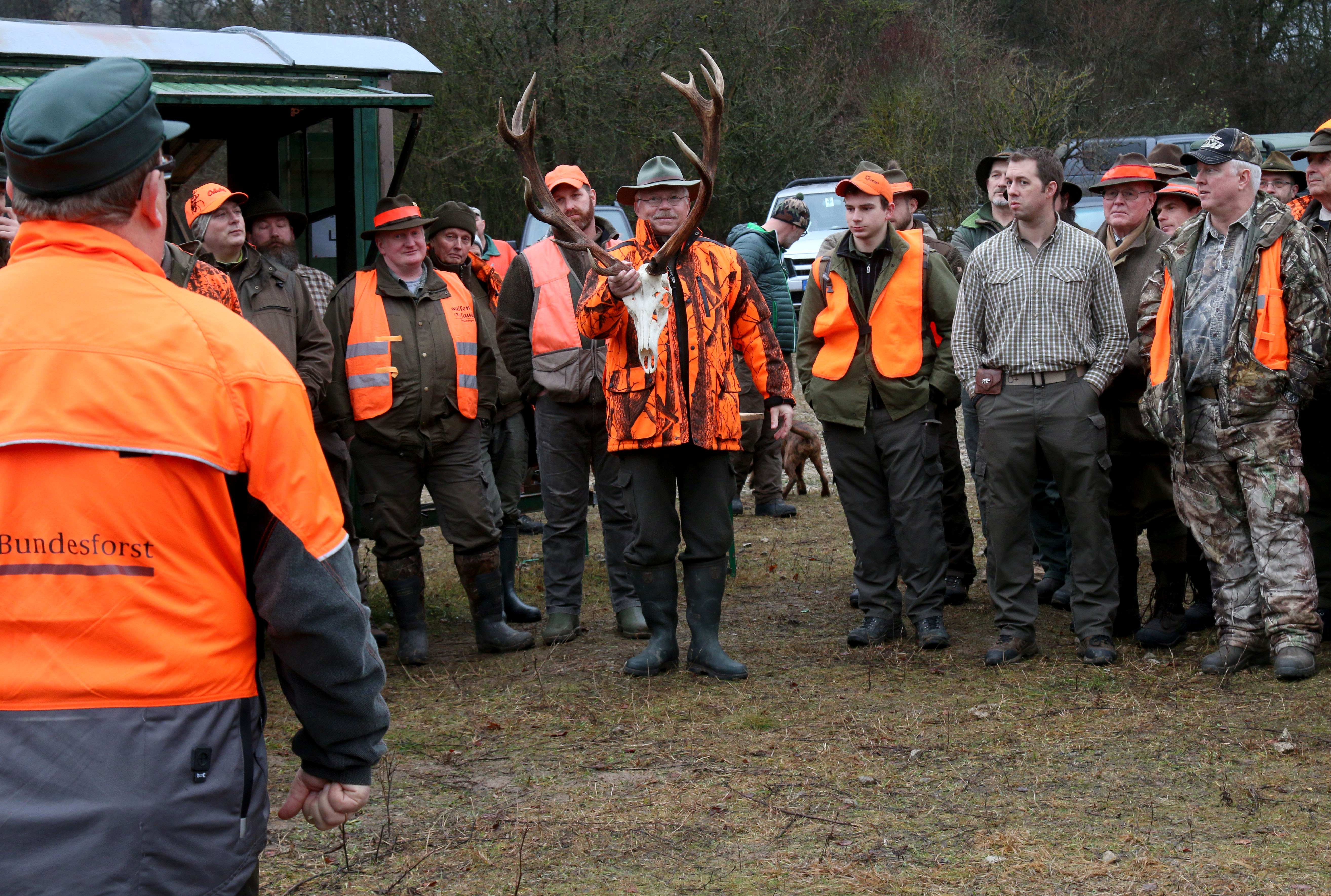
Mitarbeiter des Bundesforsts bei der Einweisung der deutschen und US-amerikanischen Schützen in die Abschussrichtlinien der siebten jährlichen „German-American Partnership hunt“ auf dem Truppenübungsplatz Hohenfels, 2015

Das Aufgabenportfolio hat sich seit der Gründung der damaligen Bundesforstverwaltung insbesondere mit dem Übergang in die Bundesanstalt stetig erweitert. Kernaufgabe ist nach wie vor die Gestaltung und Pflege des Staatsforsts nach spezifischen Vorgaben auf den Liegenschaften, die von den Bundesressorts zur Erfüllung ihrer meist hoheitlichen Aufgaben benötigt werden. Dabei bilden die forstlichen und naturschutzfachlichen Dienstleistungen auf den von der Bundeswehr und den in Deutschland stationierten Gaststreitkräften genutzten militärischen Liegenschaften (v. a. Truppen- und Standortübungsplätze) den Schwerpunkt (rund 320.000 ha). Darüber hinaus stellt der Bundesforst vermehrt Flächen für naturschutzrechtlich geforderte Ausgleichs- und Ersatzmaßnahmen zur Verfügung. Deren Notwendigkeit ergibt sich insbesondere im Zusammenhang mit dem Bau von Bundesfernstraßen und sonstigen Baumaßnahmen des Bundes.

## Organisation
Der Geschäftsbereich Bundesforst hat etwa 1200 Beschäftigte und gliedert sich in 17 Bundesforstbetriebe. In der Zentrale in Bonn unterstützen fünf Fachabteilungen die Förster bei ihrer Arbeit vor Ort.

### Liste der Bundesforstbetriebe
Die 17 Bundesforstbetriebe sind:
- Grafenwöhr (Vilseck, Truppenübungsplatz Grafenwöhr)
- Havel-Oder-Spree (Münchehofe)
- Heuberg (Meßstetten, Truppenübungsplatz Heuberg)
- Hohenfels (Schmidmühlen, Truppenübungsplatz Hohenfels)
- Lausitz (Weißkeißel, Truppenübungsplatz Oberlausitz)
- Lüneburger Heide (Lohheide, Truppenübungsplatz Bergen)
- Mittelelbe (Bad Düben)
- Niedersachsen (Bad Fallingbostel-Wense, Truppenübungsplatz Bergen)
- Nördliches Sachsen-Anhalt (Burgstall Ortsteil Dolle)
- Reußenberg (Hammelburg, Truppenübungsplatz Hammelburg)
- Rhein-Mosel (Baumholder, Truppenübungsplatz Baumholder)
- Rhein-Weser (Münster)
- Schwarzenborn (Oberaula, Truppenübungsplatz Schwarzenborn)
- Thüringen-Erzgebirge (Bad Salzungen)
- Trave (Mölln)
- Vorpommern-Strelitz (Ueckermünde)
- Westbrandenburg (Potsdam)

Die Bundesforstbetriebe unterhalten teilweise Nebenstellen, z. B. der Bundesforstbetrieb Rhein-Weser in Bad Lippspringe zur Betreuung des Truppenübungsplatzes Senne.

## Geschichte
Als Ortsbehörden bestanden zunächst Forstämter und Oberförstereien, die von 1971 bis Ende 2004 die Bezeichnung Bundesforstämter führten. Ebenfalls bis Ende 2004 bestanden drei Forstinspektionen bei den Bundesvermögensabteilungen der Oberfinanzdirektionen Berlin, Magdeburg (Außenstelle Hannover) und Nürnberg, denen zuletzt 36 Bundesforstämter nachgeordnet waren. Zu jedem Amt gehörten jeweils sechs bis zehn Forstreviere. Die Spitze des Bundesforstes bildete das Referat Forstwirtschaft und Landwirtschaft auf Bundesliegenschaften, forstwirtschaftliche und landwirtschaftliche Wertermittlung in der Abteilung VI des Bundesfinanzministeriums (BMF). Die drei Forstinspektionen wurden aufgelöst, die ehemals 36 Bundesforstämter wurden zunächst sogenannte „Bundesforst-Hauptstellen“, bis sie zum 1. Oktober 2009 zu den heutigen 17 Bundesforstbetrieben zusammengeführt wurden.
Besondere Herausforderungen ergeben sich auch im Zusammenhang mit der Überführung ehemals militärisch genutzter, meist mit Altlasten und Kampfmitteln behafteter Großliegenschaften in eine zivile Anschlussnutzung (Konversion). Diese Liegenschaften zeichnen sich meist durch eine besonders wertvolle Naturausstattung aus. Nicht zuletzt deswegen hat die Bundesregierung beschlossen, 125.000 ha nicht mehr benötigter Bundesliegenschaften als Nationales Naturerbe langfristig dem Naturschutz zu widmen und nicht zu veräußern. Auf rund 50.000 ha hat die Deutsche Bundesstiftung Umwelt – DBU Naturerbe GmbH dem Bundesforst die Betreuung des Nationalen Naturerbes bereits übertragen.

## Karriere
Der Geschäftsbereich Bundesforst bietet ein zweijähriges Trainee-Programm an. Voraussetzung ist der Abschluss eines forstfachlichen Studiums, eine Fahrerlaubnis der Klasse B und ein Jagdschein. Das Angestelltenverhältnis ist angelehnt an den TVöD Bund. Für ein duales Bachelor-Studium Forstwirtschaft kooperiert der Geschäftsbereich mit der Fachhochschule Erfurt und der Hochschule für angewandte Wissenschaft und Kunst (HAWK) Göttingen.

## Dienstkleidung und Amtsbezeichnungsabzeichen

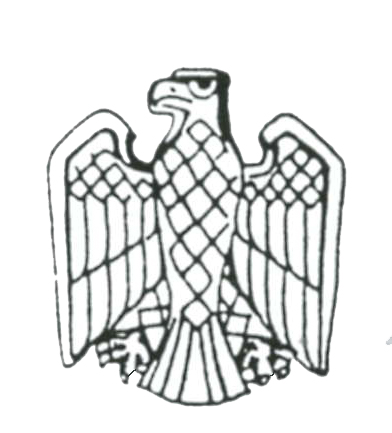
Mützenabzeichen Forstsekretär bis Leitender Forstdirektor
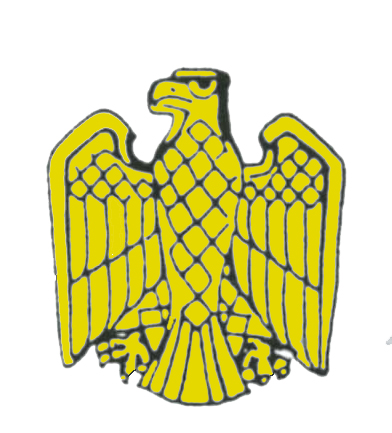
Mützenabzeichen Abteilungsleiter in der Zentrale Bundesforst und Leiter des Geschäftsbereichs Bundesforst

Die Bundesförster tragen eine Dienstkleidung. Zu förmlichen Anlässen wird auch weiterhin die traditionelle „Waldbluse“ oder der „A-Rock“ getragen. Im täglichen Dienst hingegen steht eine Auswahl funktioneller Dienstkleidungsstücke zur Verfügung. Auf der Dienstkleidung werden weiterhin Amtsbezeichnungsabzeichen (geflochtene Schulterstücke oder Aufschiebeschlaufen) betragen, weil dies im Umgang mit den vorwiegend uniformierten Adressaten der forstlichen Dienstleistungen (Bundeswehr, Bundespolizei) vorteilhaft ist. Die Arbeitnehmer mit forstlicher Ausbildung tragen die Schulterstücke entsprechend ihrer tarifrechtlichen Eingruppierung.

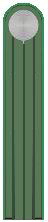
Forstassistentenanwärter (abgeschafft)
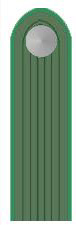
Forstassistent z. A. (abgeschafft)
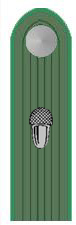
Forstassistent (abgeschafft)
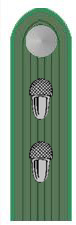
Forstsekretär
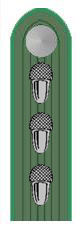
Forstobersekretär
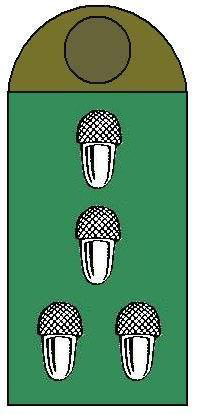
Forsthauptsekretär / Forstamtsinspektor (Aufschiebeschlaufe)

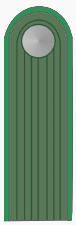
Forstinspektoranwärter
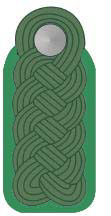
Forstinspektor z. A. (seit 2009 auslaufend)
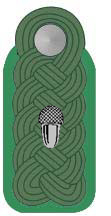
Forstinspektor
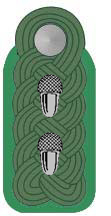
Forstoberinspektor
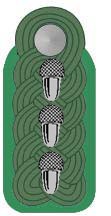
Forstamtmann
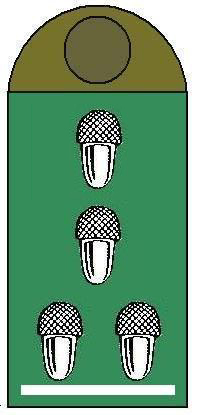
Forstamtsrat / Forstoberamtsrat (Aufschiebeschlaufe)

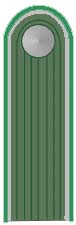
Forstreferendar
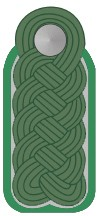
Forstrat z. A. (seit 2009 auslaufend)
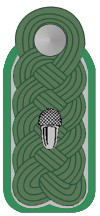
Forstrat
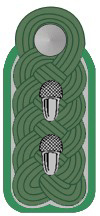
Forstoberrat
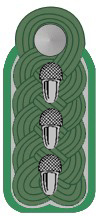
Forstdirektor
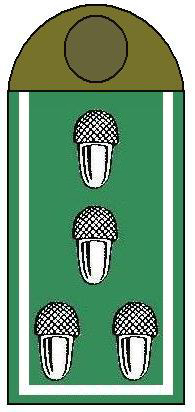
Leitender Forstdirektor (Aufschiebeschlaufe)

- Abteilungsleiter in der Zentrale Bundesforst
- Leiter des Geschäftsbereichs Bundesforst der Bundesanstalt für Immobilienaufgaben (Aufschiebeschlaufe)

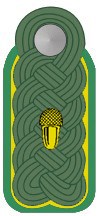
Mützenabzeichen Forstsekretär bis Leitender Forstdirektor
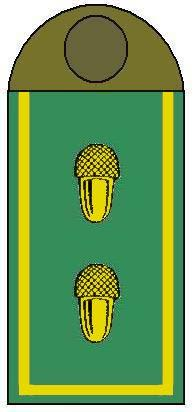
Mützenabzeichen Abteilungsleiter in der Zentrale Bundesforst und Leiter des Geschäftsbereichs Bundesforst

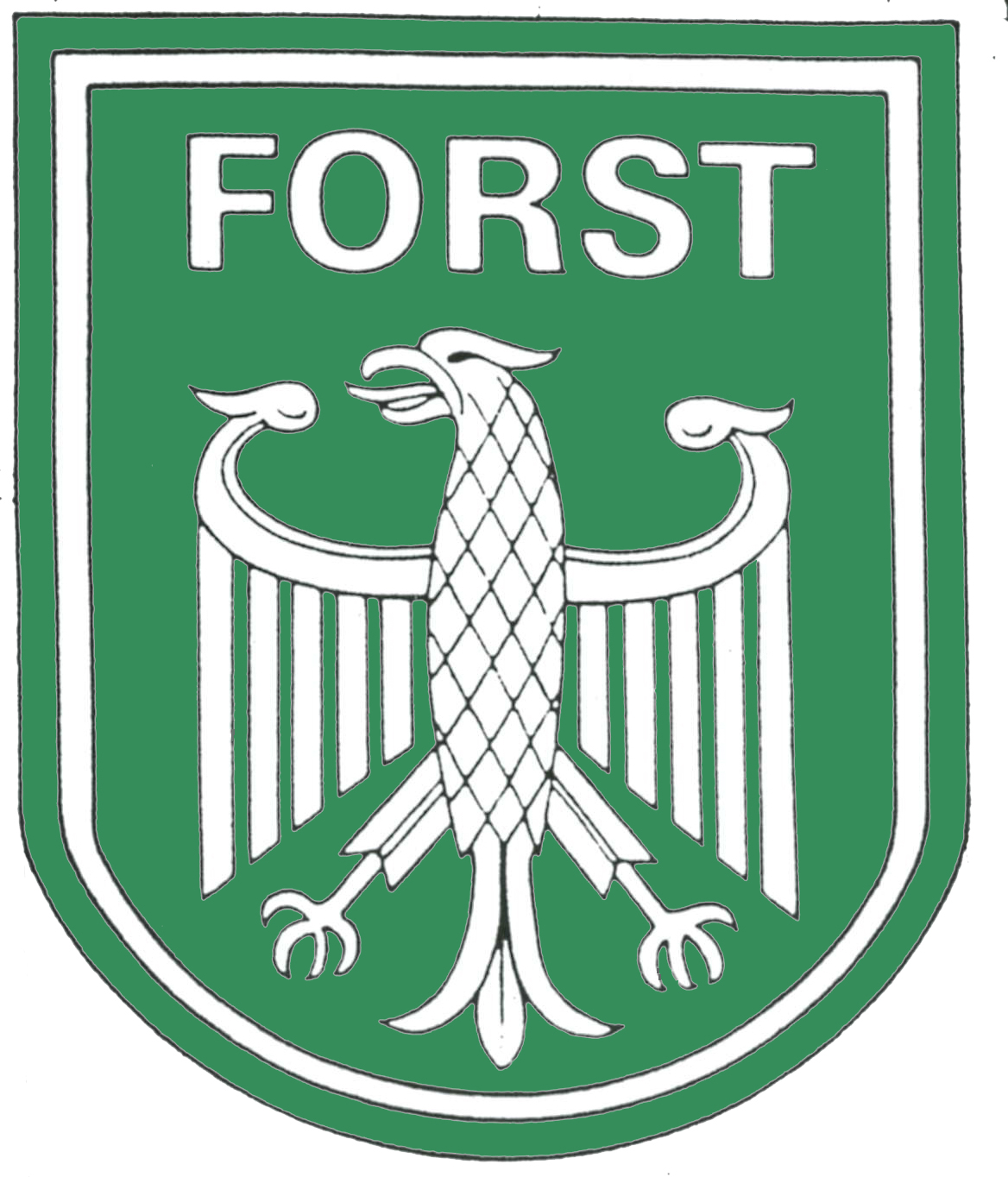
Ärmelabzeichen Forstsekretär bis Leitender Forstdirektor
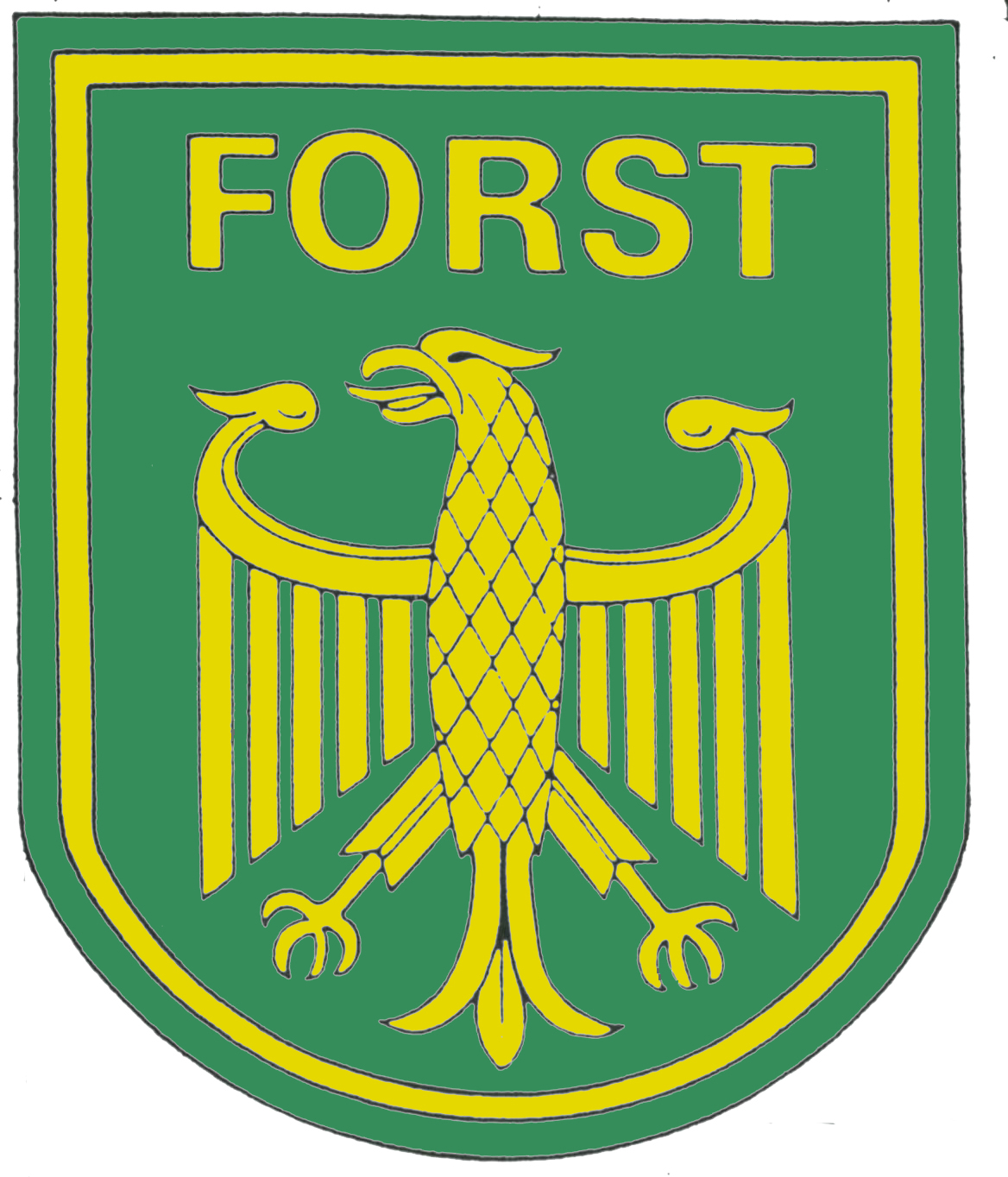
Ärmelabzeichen Abteilungsleiter in der Zentrale Bundesforst und Leiter des Geschäftsbereichs Bundesforst